# Boldklubben Herning Fremad
Boldklubben Herning Fremad (eller blot Herning Fremad) er en dansk fodboldklub fra den midtjyske by, Herning. Klubben var i 1. division, da denne var landets bedste række. I 1999 dannedes FC Midtjylland som en overbygning til Herning Fremad og Ikast FS. Herning Fremad spiller i dag i Danmarksserien.

## Historie
Klubben blev officielt stiftet den 12. september 1918.
Fra 1969 til 1979 spillede Herning Fremad i den tredjebedste række, 3. Division. I 1978 indførte klubben betalt fodbold. Med Helge Sander som direktør rejste klubben over 500.000 kr. i startkapital - det højeste beløb af alle klubber i Danmark. En del af pengene blev brugt på at hyre den på det tidspunkt 37-årige tidligere engelske verdensmester Bobby Moore, der spillede ni kampe for klubben i april og maj 1978. 
Herning Fremad spillede første gang i 2. division i 1980, og under træneren Jens Tang Olesen kom Herning Fremad også op i 1. division, hvor det blev til to sæsoner i 1983 og 1984.
I 1991 befandt Herning Fremad sig imidlertid helt nede i Danmarksserien, men kæmpede sig tilbage til den næstbedste række i 1995.
1. juli 1999 gik Herning Fremad sammen med Ikast FS i en overbygning og blev til FC Midtjylland. Allerede i sin første sæson vandt FC Midtjylland Faxe Kondi Divisionen og rykkede op i Superligaen.

## Præstationer efter overbygningen med FCM (siden 2004)

### 2004
- Nr 5 ud af 16 i Danmarksserien Pulje 3 med 45 point.

### 2005
- Efterår: Nr 1 ud af 10 i Kval. rækken Pulje 3 med 38 point (Oprykning til Danmarksserien)
- Nr 12 ud af 15 i Danmarksserien Pulje 3 med 26 point (nedrykning).

### 2006
- Efterår: Nr 3 ud af 8 i Kval. rækken Pulje 3 med 26 point
- Forår Nr 5 ud af 8 i Kval. rækken Pulje 3 med 20 point

### 2007
- Efterår: Nr 2 uf af 6 i Kval. rækken Pulje 3 med 17 point.
- Forår: Nr 5 ud af 8 i Kval. rækken Pulje 3 med 16 point.

### 2008
- Efterår Nr 7 ud af 8 i Kval. rækken Pulje 3 med 10 point.

### 2009
- Jyllandsserien Pulje 2. Oprykning til Danmarksserien som nr 2 ud af 14 med 52 point.

### 2010
- Danmarksserien Pulje 3. Placeret som nr 10 ud af 14 med 32 point.

### 2011
- Efterår: Nr 7 ud af 8 i Jyllandsserien, Pulje 2 med 15 point.
- Danmarksseriens Pulje 3: Nedrykning til Jyllandsserien som nr 11 ud af 14 med 28 point.

### 2012
- Efterår: Nr 3 ud af 8 i Jyllandsserien, Pulje 2 med 23 point.
- Forår: Nr 3 ud af 8 i Jyllandsserie 2, Pulje 3 med 23 point.

### 2013
- Efterår: Nr 2 ud af 8 i Jyllandsserien, Pulje 3 med 24 point.
- Forår: Nr 6 ud af 8 i Jyllandsserie 1, Pulje 1 med 15 point.

## Ekstern kilde/henvisning
- Herning Fremads officielle hjemmeside

| Fodbold | Spire Denne artikel om en dansk fodboldklub er en spire som bør udbygges. Du er velkommen til at hjælpe Wikipedia ved at udvide den. |